# 多兰多·彼得里

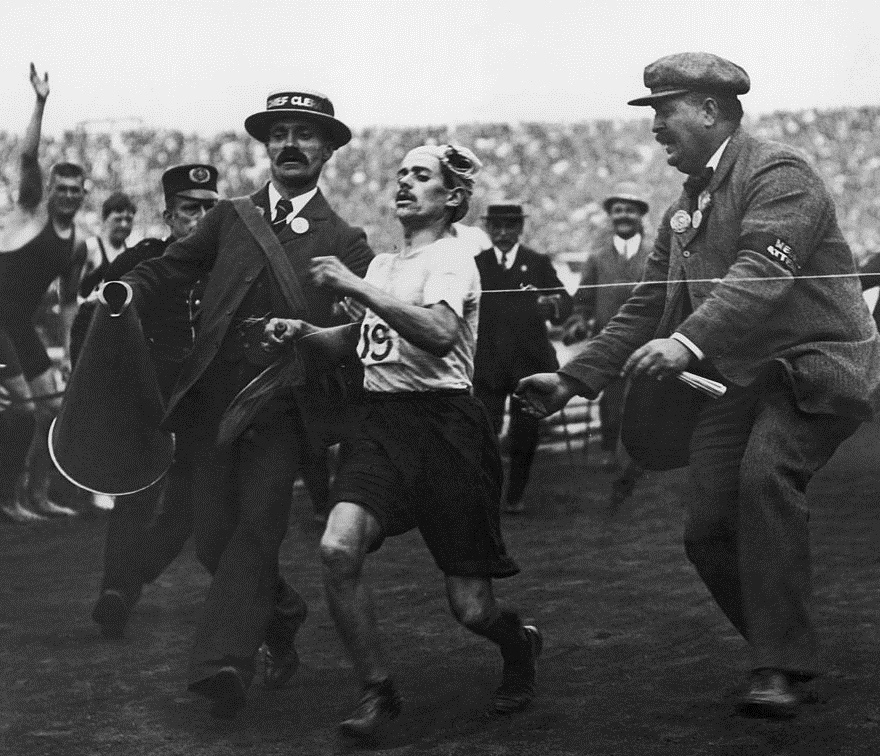
多兰多·彼得里在1908年伦敦奥运会的马拉松比赛中

多兰多·彼得里（義大利語發音：[doˈrando ˈpjɛːtri]；1885年10月16日—1942年2月7日；又译皮特里）是意大利田径运动员。在伦敦举行的1908年夏季奥运会马拉松赛上，他第一个越过终点线，但在不久之后被取消了比赛成绩。
出生于意大利科雷焦，在卡爾皮长大。小时候在点心店工作，身高1.59米。
他於1906年5月参加了希腊雅典举办的中届奥运会马拉松比赛，他出發前一口氣吃了許多奶酪，香腸，麵包，由於天氣炎熱引發的輕微食物中毒，加上他在24公里踩中陷阱，他未能跑完全程。

在1908年伦敦奥运会马拉松赛上，南非联邦的查尔斯·赫弗伦以极高的领先优势领先，但在第39公里時，彼得里超过了他，下午5:18，他第一个到达终点体育场入口，現場七萬多名觀眾為他歡呼。他在进入体育场时走错了路，评委试图引导他朝着正确的方向前进，但他因为疲劳倒下了，但又被英國裁判及官員扶起来，如是幾次後，彼得里踉踉跄跄地率先冲过了终点线。以2小時54分46秒完成比賽，隨後暈倒，被担架抬离了赛道。
美国选手约翰尼·海斯紧随其后冲过了终点，然後向美國官員抗議英國人犯規協助彼得里，期間因為1908年奧運會開幕式，美國代表隊拒絕向英皇致敬，英國人開始討厭美國人，只為除了美國隊以外的人歡呼（這引起美國總統西奧多·羅斯福不滿），海斯差點被幾個英國人打傷，賽後經過英國奧運會審核，彼得里被取消了这次比赛中的成绩。
他的勇气深深的影响了许多人，亞歷山德拉王后授予过他一个特别的金银杯，欧文·柏林为他的荣誉创作过一首流行歌曲。
后半生在聖雷莫生活，在56岁时因心脏病而死。